# دييغو بارادو
دييغو بارادو (بالإسبانية: Diego Barrado)‏ هو لاعب كرة قدم أرجنتيني في مركز الوسط، ولد في 27 فبراير 1981 في مدينة براغدو في الأرجنتين. لعب مع أتليتيكو توكومان وأوليمبو وريفر بليت وغودوي كروز ونادي أتليتيكو كولون ونادي راسينغ.

## وصلات خارجية
- دييغو بارادو على موقع إي إس بي إن إف سي (الإنجليزية)
- دييغو بارادو على موقع قاعدة بيانات كرة القدم.إي يو (الإنجليزية)
- دييغو بارادو على موقع Soccerway.com (الإنجليزية)